# El forastero misterioso

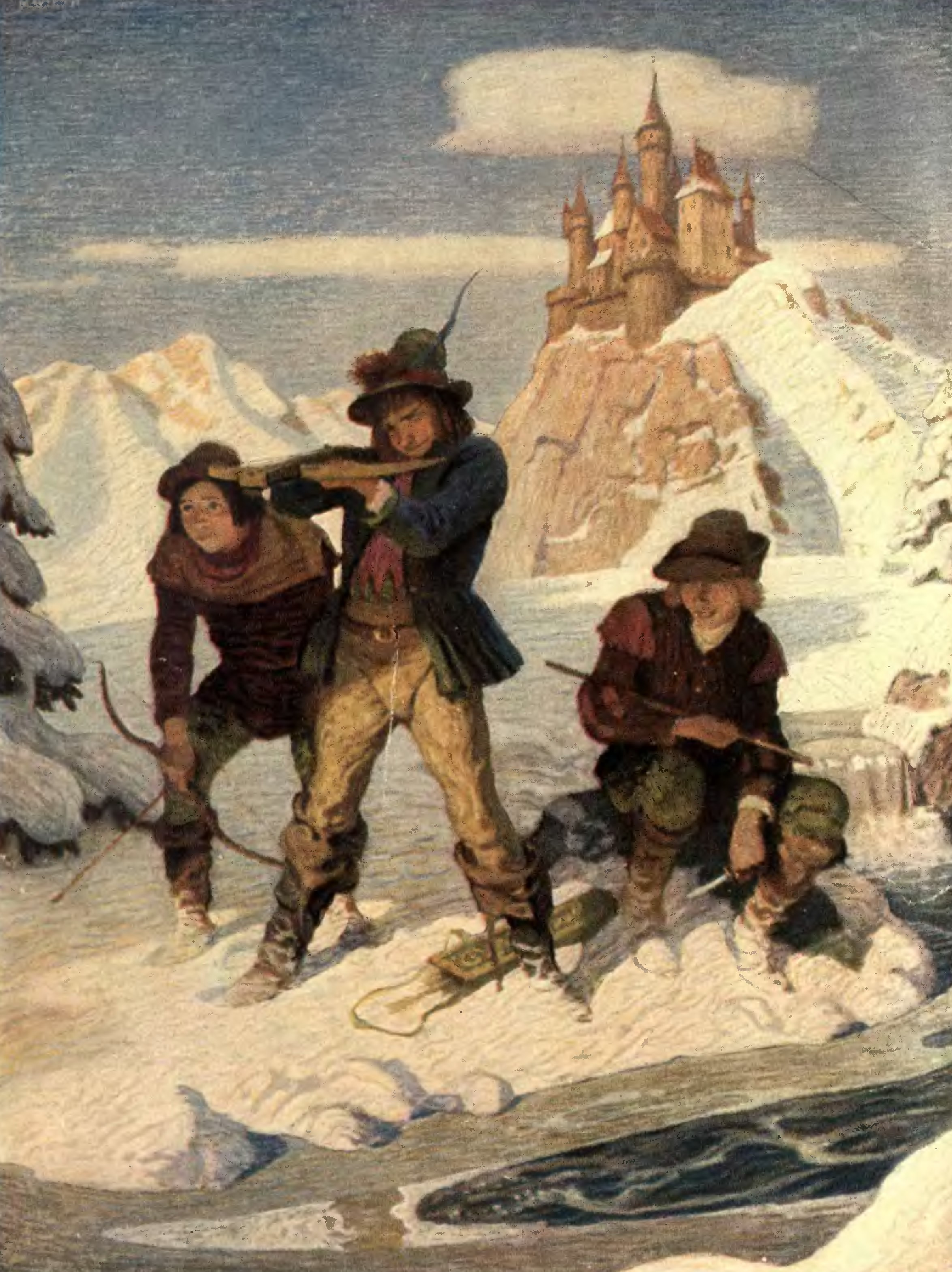

El forastero misterioso (The Mysterious Stranger) es la última novela que intentó realizar el autor estadounidense Mark Twain. Trabajó en ella de forma periódica de 1897 a 1908. El centro de la obra es un comentario social serio de Twain que trata de sus ideas acerca del sentido moral y la "maldita raza humana".
Twain escribió varias versiones de la historia, todas inconclusas y con el personaje de "Satanás". La primera versión importante es la que comúnmente se conoce como The Chronicle of Young Satan y cuenta las aventuras de Satanás, el sobrino sin pecado del Satanás bíblico, en un pueblo de Austria en la Edad Media. La historia termina abruptamente en medio de una escena en la que Satanás entretiene a un príncipe de la India.
En la segunda versión importante Twain intentó escribir lo que se conoce como Schoolhouse Hill, que presenta a los conocidos personajes Huckleberry Finn y Tom Sawyer y sus aventuras con Satanás, que en esta versión es " "No. 44, New Series 864962", y se encuentra en los EE. UU.
En la tercera versión, llamada Nº. 44, the Mysterious Stranger: Being an Ancient Tale Found in a Jug and Freely Translated from the Jug, se vuelve a la Austria medieval y habla de la misteriosa aparición de N.º 44 en la puerta de una imprenta y su uso de poderes celestiales para exponer la futilidad de la existencia de la humanidad. Esta versión también introduce una idea que rondaba la mente de Twain al final de su vida, la dualidad del "yo", uno que es el "yo en vigilia" y el otro es el "Ser del Sueño". Twain explora estas ideas a través del uso de "duplicados", copias de los trabajadores de la imprenta realizadas por N.º. 44. Esta versión contiene una conclusión, sin embargo, se considera que no está tan completa como Twain habría querido.
La edición publicada en 1916 se compone principalmente de una mezcla de la versión Chronicle of Young Satan ampliamente editada a la que se añade una versión ligeramente alterada del final de No. 44. Albert Bigelow Paine, que tenía la posesión exclusiva de la obra inacabada de Twain después de la muerte de éste y la mantuvo en privado, buscó en los manuscritos de Twain y encontró el final previsto apropiado para El forastero misterioso. Tras la muerte de Paine en 1937, Bernard DeVoto pasó a poseer los manuscritos de Twain y los liberó al público. A partir de la década de 1960, los críticos estudiaron las copias originales de la historia y descubrieron que el final que Paine eligió para El forastero misterioso se refería a personajes de versiones distintas de la historia (por ejemplo, Nº44 en lugar de Satanás) y que los nombres originales habían sido tachados y escritos con la letra de Paine.
En todo caso, la versión del libro que fue publicada, mantiene las críticas de Twain a lo que él cree que es la hipocresía de la religión organizada, que es el tema de gran parte de los últimos escritos de Twain.
En 1969, la Universidad de California Press publicó, como parte de The Mark Twain Papers Series, una edición erudita de los tres manuscritos inalterados. Según los editores del "Proyecto Mark Twain", No. 44, the Mysterious Stranger es la versión más cercana posible a lo que Twain habría publicado si hubiera vivido para hacerlo. Además de la omisión de una cuarta parte del texto original, la versión de Paine inventa el personaje de un astrólogo que se hace responsable de las fechorías del padre Adolfo. Se reeditó en 2005.

## Resumen de la versión de Paine
En 1590 unos chicos llevan vidas felices en un pueblo remoto de Austria llamado Eseldorf (Esel significa "asno" en alemán y se puede referir a una persona estúpida o ignorante, y "dorf" significa pueblo, por lo que en esencia se trata de un pueblo de gente estúpida). La historia está narrada por uno de los muchachos, Theodor, yerno del organista del pueblo, en una narración en primera persona. Un día, un hermoso chico adolescente llamado Satanás aparece en el pueblo. Él explica que es un ángel y el sobrino del ángel caído Satanás. El joven Satanás realiza varias hazañas mágicas. Afirma ser capaz de prever el futuro e informa al grupo de futuros sucesos desafortunados que pronto han de acontecer a los que les importan. Los chicos no creen las afirmaciones de Satanás hasta que uno de sus predicciones se hace realidad. Satanás procede a describir nuevas tragedias que caerán sobre sus amigos. Los niños suplican a Satanás que interceda. Satanás accede, pero opera bajo una definición técnica de misericordia. Por ejemplo, en lugar de una muerte lenta debido a una enfermedad, Satanás simplemente hace que uno de los amigos de Theodor muera inmediatamente.
Empiezan a producirse todo tipo de sucesos: - juicios de brujas, incendios, ahorcamientos, muertes e histeria colectiva. Satanás se desvanece con una breve explicación:
"Tú no eres tú. No tienes cuerpo, sangre, huesos, no eres más que un pensamiento. Yo mismo no tengo existencia; Soy solo un sueño, tu sueño, una criatura de tu imaginación. En un momento te habrás dado cuenta de esto, y entonces, me desterrarás de tus visiones y yo me disolveré en la nada de la cual me has creado."
"Dentro de poco estarás solo en el espacio ilimitado, para vagar por sus soledades infinitas sin amigo ni compañero para siempre..., porque siempre serás un pensamiento, el único pensamiento existente, y, por naturaleza, inextinguible, indestructible. Pero yo, tu pobre sirviente, te he revelado a ti mismo y te he liberado. ¡Sueña otros sueños, y mejores!"

"Extraño que no lo hubieras sospechado hace años... ¡hace siglos, edades, eones! Porque has existido sin compañero a lo largo de todas las eternidades. ¡Extraño de veras que no hayas sospechado que tu universo y sus contenidos son solo sueños, visiones, ficción! Extraño, porque son tan franca e histéricamente locos... como todos los sueños: un Dios que podía crear buenos hijos tan fácilmente como malos, y, sin embargo, prefirió crearlos malos; que podría haberlos hecho felices a todos, y, sin embargo, nunca hizo feliz a ninguno; que los hizo capaces de estimar su amarga vida, y aun así la hizo mezquinamente breve; que dio a sus ángeles la felicidad eterna sin ganársela, y, sin embargo, exigió que sus otros hijos la ganaran; que dio a sus ángeles vidas sin dolor, y afligió a sus otros hijos con miserias ásperas y enfermedades de la mente y del cuerpo; que habla de la justicia e inventó el infierno..., habla de la Regla de oro y de perdonar setenta veces e inventó el infierno; que pregona la moral a otras personas y no tiene ninguna él mismo; que desaprueba los crímenes y, sin embargo, los comete todos; que, sin ser invitado, creó al hombre, y luego trata de librarse de las responsabilidades de los actos del hombre, dejándosela solo a éste, en vez de colocarla honradamente donde debe estar, sobre él mismo; y finalmente, con una divina torpeza, ¡invita a este pobre esclavo maltratado a adorarlo!..."

"Ahora comprendes que estas cosas son todas imposibles, salvo en un sueño. Comprendes que son puras locuras pueriles, las creaciones ridículas de una imaginación que no está consciente de sus monstruosidades; en una palabra, que son un sueño y tú eres su creador. Todas las señales del sueño son visibles; debías haberlas reconocido antes."

"Es verdad lo que te he revelado; no hay Dios, ni universo, ni raza humana, ni vida terrestre, ni cielo, ni infierno. Todo es un sueño..., un sueño grotesco y disparatado. Nada existe salvo tú. Y tú no eres más que un pensamiento..., ¡un pensamiento errante, un pensamiento inútil, un pensamiento desamparado, vagando solitario entre las eternidades!

## En el cine
The Great Amwell Company filmó una versión cinematográfica de No. 44, The Mysterious Stranger emitida en Estados Unidos por PBS en 1982 y más tarde en HBO.  Lance Kerwin hizo de 44 y Chris Makepeace de August.